# تل سرخو (سررود الجنوبي)
تل سرخو (بالفارسية: تل خسرو) هي قرية تقع في إيران في قسم سررود الجنوبي الريفي. يقدر عدد سكانها بـ 1,822 نسمة .